# Lucio Avigo
Lucio Avigo (Brescia, 2 febbraio 1939 – Toscolano Maderno, 14 gennaio 2008) è stato un rugbista a 15 e allenatore di rugby a 15 italiano, di ruolo tallonatore.
Esordisce nel Brescia, club col quale disputa tutta la sua carriera eccetto il biennio con le Fiamme Oro, durante il periodo militare e con cui conquista due scudetti.
Dopo il ritiro si siede sulla panchina del Brescia per una stagione.
In nazionale esordisce il 29 marzo 1959 nella sconfitta ottenuta contro la Francia. Raccoglie in tutto 11 presenze con la maglia azzurra.

## Palmarès
- Campionati italiani: 2
Fiamme Oro: 1959-1960, 1960-1961